# Charles Buchwald
Pour les articles homonymes, voir Buchwald.
Charles Buchwald est un footballeur danois, né le 22 octobre 1880 à Sahl (Bjerringbro (en), Viborg) et mort le 19 novembre 1951 à Hørsholm. Il occupe le poste d'arrière droit (puis de centre droit) au AB Copenhague et en sélection nationale.

## Palmarès
- 7 sélections officielles de 1908 à 1912 (et 2 officieuses en 1906) (carte n° 2 d'international danois)
- Vainqueur des Jeux olympiques intercalaires de 1906 (pour les 10 ans de l'olympisme)
- Vice-champion olympique en 1908
- Vice-champion olympique en 1912[1].